# 小行星9164
小行星9164（9164 Colbert）是一颗绕太阳运转的小行星，为主小行星带小行星。该小行星于1987年9月19日发现。

## 轨道参数
小行星9164的轨道半长轴为3.1756076 UA，离心率为0.159。